# Santiago Ayuquililla
Santiago Ayuquililla es una población del estado de Oaxaca en el suroeste de México. El municipio cubre un área de 102.13 km²., es parte del distrito de Huajuapan en el norte de la región Mixteca.